# Juliette Figuier
Pour les articles homonymes, voir Figuier (homonymie).
Juliette Bouscaren, dite Juliette Figuier, née à Montpellier le 4 février 1827 et morte à Paris le 6 décembre 1879, est une dramaturge et romancière française,, connue également sous le pseudonyme de Claire Sénart.

## Biographie

### Vie privée
Louise Juliette Bouscaren est née à Montpellier le 4 février 1827. Elle est la fille de Sophie Cambon et de Jean Bouscaren, propriétaire terrien. Elle est la petite fille d'un important négociant et industriel montpelliérain Joseph Cambon, et petite-nièce du conventionnel et ancien ministre des finances Pierre Joseph Cambon. Elle se marie avec le médecin Louis Figuier le 23 octobre 1848 à Montpellier. Ils ont un fils, Georges Figuier (1849-1867), né à Montpellier et mort à Paris à l'âge de 17 ans. Ils sont tous les trois inhumés au cimetière du Père-Lachaise,.

### Carrière
Les œuvres écrites de Juliette Bouscaren ont pour sujet principal le Midi de la France et plus particulièrement Montpellier, sa ville natale, et la Camargue. Respectée, mariée à un scientifique reconnu, Juliette Bouscaren est d'abord éditée par Louis Hachette puis par Michel-Lévy. Elle écrit des comédies en un acte, mais aussi des pièces plus importantes. Elle n'hésite pas non plus à mentionner coutumes et régionalismes locaux et à décrire la société bourgeoise qu'elle côtoie à Montpellier. Elle est ainsi l'autrice de 12 pièces jouées sur les scènes secondaires parisiennes entre 1871 et 1876.
Elle publie son premier roman Mos de Lavène en 1858 sous le pseudonyme Claire Sénart dans la Revue des Deux Mondes. Au vu du succès public, elle choisit de publier par la suite sous son vrai nom. Juliette Bouscaren entre en 1859 à la Société des gens de lettres. Au Salon de 1861, elle expose un tableau intitulé Fleurs à l'aquarelle. À quelques reprises, Juliette Bouscaren semble user de ses talents littéraires et de son intervention à la Revue des Deux Mondes pour vulgariser au travers de petites pièces en prose les découvertes scientifiques de son mari Louis Figuier.

## Œuvres
- Mos de Lavène, Scènes et souvenirs du Bas-Languedoc, 1858  (Wikisource)
- Le Franciman, Scènes et souvenirs du Bas-Languedoc, 1859  (Wikisource)
- Nouvelles languedociennes, par Mme Louis Figuier. Les Fiancés de La Gardiole. Le Franciman, 1860, lire en ligne sur Gallica.
- Sœurs de lait, scènes et souvenirs du Bas-Languedoc, 1862, lire en ligne sur Gallica.
- La Prédicante des Cévennes, 1864, lire en ligne sur Gallica.
- L'Italie d'après nature, 1868, lire en ligne sur Gallica.
- La Dame aux lilas blancs, 1875, lire en ligne sur Gallica.
- Barbe d'or, 1876, lire en ligne sur Gallica.
- Le Gardian de la Camargue ; Mos de Lavène, 1889, lire en ligne sur Gallica.

### Autres œuvres
- Gutenberg, 1869.
- Les Pelotons de Clairette, 1871.
- Le Presbytère, 1872.
- La Vie brûlée, 1872.
- La Parisienne, 1873.
- Le Pied-à-terre, 1874.
- Les Pilules de M. Brancolar, 1874.
- L'Enfant, 1874.
- Les Deux carnets, 1877.
- Les Six parties du monde, 1877.
- La Fraise, 1878.
- La Femme avant le déluge, 1889.
- Le Mariage de Franklin, 1889.
- Le Premier voyage aérien, 1889.
- Cherchez la fraise, 1889.
- La République des abeilles, 1889.
- Le Sang du Turco, 1889.
- Le Savant des Pyrénées, 1892.